# لشکر ۱۶ زرهی (ایالات متحده آمریکا)
لشکر ۱۶ زرهی ایالات متحده آمریکا (انگلیسی: 16th Armored Division) لشکر زرهی نیروی زمینی ایالات متحده آمریکا بود، که در سال ۱۹۴۳ تأسیس شد و در سال ۱۹۴۵ منحل گردید.
لشکر شانزدهم زرهی، یک لشکر زرهی ارتش ایالات متحده در جنگ جهانی دوم بود. لشکر ۱۶ زرهی در تنها عملیات رزمی خود، شهر پلزن در غرب چکسلواکی (جمهوری چک امروزی) را آزاد کرد، عملیاتی که بر چشم‌انداز اروپای پس از جنگ تأثیر گذاشت.